# Lev Landau
Lev Davidovich Landau (em russo:  Лев Давидович Ландау; Bacu, 22 de janeiro de 1908 — Moscou, 1 de abril de 1968) foi um físico e matemático soviético que fez contribuições fundamentais a muitas áreas da física teórica.
Suas realizações incluem a co-descoberta independente do método da matriz densidade na mecânica quântica (ao lado de John von Neumann), a teoria da mecânica quântica do diamagnetismo, a teoria da superfluidez, a teoria das transições de fase de segunda ordem, a teoria da supercondutividade de Ginzbur-Landau, a teoria do líquido de Fermi, a explicação do amortecimento de Landau na física de plasma, o polo de Landau na eletrodinâmica quântica, a teoria de duas componentes dos neutrinos e as equações de Landau para as singularidades da matriz S. Recebeu o Nobel de Física de 1962 por seu desenvolvimento de uma teoria matemática da superfluidez, que considera as propriedades do hélio líquido II a uma temperatura abaixo de 2,17 K ( -270,98 °C).

## Vida

### Anos iniciais

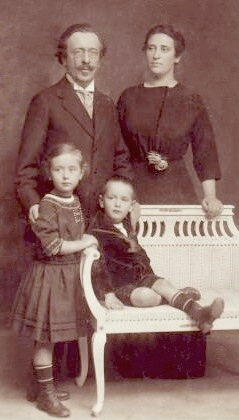
Família Landau em 1910

Landau nasceu em 22 de janeiro de 1908, filho de pais judeus em Bacu, Azerbaijão, no que era então o Império Russo. Seu pai, David Lvovich Landau, era um engenheiro da indústria local de petróleo, e sua mãe, Lyubov Veniaminovna Garkavi-Landau, era médica. Um prodígio infantil em matemática, aprendeu o cálculo diferencial aos 12 anos de idade e o cálculo integral aos 13 anos de idade. Landau se formou em 1920 aos 13 anos de idade no ginásio. Seus pais o consideravam jovem demais para frequentar a universidade, e por um ano ele frequentou a Escola Técnica Econômica de Bacu. Em 1922, aos 14 anos de idade matriculou-se na Universidade Estatal de Bacu, estudando em dois departamentos simultaneamente: o Departamentos de Física e Matemática e o Departamento de Química. Posteriormente, parou de estudar química, mas continuou interessado no campo ao longo de sua vida.

## Leningrado e Europa
Em 1924 mudou-se para o principal centro de física soviética da época: o Departamento de Física da Universidade Estatal de São Petersburgo, onde se dedicou ao estudo da física teórica, graduando-se em 1927. Landau posteriormente se matriculou em estudos de pós-graduação no Instituto Ioffe, onde obteve um doutorado em ciências físicas e matemáticas em 1934. Landau teve sua primeira oportunidade de viajar para o exterior durante o período de 1929 a 1931, com uma bolsa de estudos do governo soviético - Comissariado do Povo para a Educação suplementada por uma bolsa da Fundação Rockefeller. Naquela época era fluente em alemão e francês e conseguia se comunicar em inglês. Mais tarde melhorou o inglês e aprendeu dinamarquês.
Após breves estadias em Göttingen e Leipzig foi para Copenhague em 8 de abril de 1930 para trabalhar no Instituto Niels Bohr, onde ficou até 3 de maio do mesmo ano. Após esta visita Landau sempre se considerou um aluno da abordagem de Niels Bohr e sua abordagem da física foi grandemente influenciado por Bohr. Após sua estadia em Copenhague visitou Cambridge (meados de 1930), onde trabalhou com Paul Dirac, Copenhague (setembro a novembro de 1930) e Zurique (dezembro de 1930 a janeiro de 1931), onde trabalhou com Wolfgang Pauli. De Zurique Landau voltou a Copenhague pela terceira vez e ficou lá de 25 de fevereiro a 19 de março de 1931, antes de retornar a Leningrado no mesmo ano.

## Centro Científico Nacional do Instituto de Física e Tecnologia de Kharkiv
Entre 1932 e 1937 Landau chefiou o Departamento de Física Teórica do Instituto Científico Nacional de Física e Tecnologia de Carcóvia, e lecionou na Universidade de Kharkiv e no Instituto Politécnico de Kharkiv. Além de suas realizações teóricas, Landau foi o principal fundador de uma grande tradição da física teórica em Kharkiv, na Ucrânia, às vezes chamada de "escola Landau". Em Kharkiv, ele e seu amigo e ex-aluno, Evgeny Lifshitz, começaram a escrever o Curso de Física Teórica, dez volumes que juntos abrangem todo o assunto e ainda são amplamente utilizados como textos de física de nível superior. Durante o Grande Expurgo, Landau foi investigado no caso UPTI em Kharkiv, mas ele conseguiu partir para Moscou para assumir um novo cargo. Entre 1932 e 1937, Landau chefiou o Departamento de Física Teórica do Instituto Científico Nacional de Física e Tecnologia de Kharkiv, e lecionou na Universidade de Kharkiv e no Instituto Politécnico de Kharkiv.
Entre 1932 e 1937, Landau chefiou o Departamento de Física Teórica do Centro Científico Nacional Kharkiv Institute of Physics and Technology, e lecionou na Universidade de Kharkiv e no Kharkiv Polytechnical Institute. Além de suas realizações teóricas, Landau foi o principal fundador de uma grande tradição de física teórica em Kharkiv, Ucrânia, às vezes referida como a "escola de Landau". Em Kharkiv, ele e seu amigo e ex-aluno, Evgeny Lifshitz, começaram a escrever o Curso de Física Teórica, dez volumes que juntos abrangem todo o assunto e ainda são amplamente utilizados como Textos de física de nível graduado. Durante o Grande Expurgo, Landau foi investigado no Caso UPTI em Kharkiv, mas conseguiu partir para Moscou para assumir um novo posto.
Landau desenvolveu um famoso exame abrangente chamado "Mínimo Teórico" que os alunos deveriam passar antes da admissão na escola. O exame cobriu todos os aspectos da física teórica, e entre 1934 e 1961 apenas 43 candidatos foram aprovados, mas aqueles que o fizeram mais tarde se tornaram físicos teóricos bastante notáveis.
Em 1932, Landau calculou o limite de Chandrashekhar; entretanto, ele não a aplicou a estrelas anãs brancas.
Tal como Edmund Landau, Lev era originário da família judaica Landau, a qual tinha produzido muitos rabinos e académicos de destaque. Em 1922 Lev conclui os estudos secundários e inscreveu-se na Universidade de Bacu, onde estudou nas faculdades de física-matemática e química. Em 1924 mudou-se para o Departamento de Física da Universidade de São Petersburgo, onde foi assistente de Abram Ioffe. Em 1929 recebeu uma bolsa de pesquisa, o que lhe facilitou o acesso a Max Born, Paul Ehrenfest, Werner Heisenberg e Wolfgang Pauli. Também conheceu Niels Bohr e Ernest Rutherford. Neste tempo desenvolveu-se também a sua cooperação com Rudolf Peierls.
Teve um amplo campo de trabalho, que inclui a teoria da supercondutividade e a superfluidez, a eletrodinâmica quântica, a física nuclear e a física de partículas. Em 1937 encabeçou o departamento de teoria do Instituto de Física da antiga União Soviética. Foi preso por mando de Josef Stalin e Lavrentiy Beria em 1938.
Recebeu o Nobel de Física de 1962, por sua teoria da matéria condensada, em particular do hélio líquido. Em companhia de Evgeny Lifshitz desenvolveu um grande trabalho de divulgação científica através de uma coleção em 10 volumes denominada "Curso de Física Teórica", famoso e ainda atual em todas as universidades.

## Publicações
Landau escreveu seu primeiro artigo Sobre a derivação da equação de Klein-Fock, em co-autoria com Dmitri Ivanenko em 1926, quando ele tinha 18 anos. Seu último artigo intitulado Problemas fundamentais apareceu em 1960 em uma versão editada de tributos a Wolfgang Pauli. Uma lista completa dos trabalhos de Landau apareceu em 1998 na revista russa Physics-Uspekhi. Landau se permitiria ser listado como coautor de um artigo de jornal sob duas condições: 1) ele trouxe a ideia do trabalho, parcial ou totalmente, e 2) ele realizou pelo menos alguns cálculos apresentados no artigo. Consequentemente, ele removeu seu nome de inúmeras publicações de seus alunos, onde sua contribuição foi menos significativa.

### Curso de Física Teórica
- L. D. Landau, E. M. Lifshitz (1976). Mechanics. 1 3rd ed. [S.l.]: Butterworth–Heinemann. ISBN 978-0-7506-2896-9
- L. D. Landau; E. M. Lifshitz (1975). The Classical Theory of Fields. 2 4th ed. [S.l.]: Butterworth–Heinemann. ISBN 978-0-7506-2768-9
- L. D. Landau; E. M. Lifshitz (1977). Quantum Mechanics: Non-Relativistic Theory. 3 3rd ed. [S.l.]: Pergamon Press. ISBN 978-0-08-020940-1 — 2nd ed. (1965) at archive.org
- V. B. Berestetskii; E. M. Lifshitz; L. P. Pitaevskii (1982). Quantum Electrodynamics. 4 2nd ed. [S.l.]: Butterworth–Heinemann. ISBN 978-0-7506-3371-0
- L. D. Landau; E. M. Lifshitz (1980). Statistical Physics, Part 1. 5 3rd ed. [S.l.]: Butterworth–Heinemann. ISBN 978-0-7506-3372-7
- L. D. Landau; E. M. Lifshitz (1987). Fluid Mechanics. 6 2nd ed. [S.l.]: Butterworth–Heinemann. ISBN 978-0-08-033933-7
- L. D. Landau; E. M. Lifshitz (1986). Theory of Elasticity. 7 3rd ed. [S.l.]: Butterworth–Heinemann. ISBN 978-0-7506-2633-0
- L. D. Landau; E. M. Lifshitz; L. P. Pitaevskii (1984). Electrodynamics of Continuous Media. 8 2nd ed. [S.l.]: Butterworth–Heinemann. ISBN 978-0-7506-2634-7
- L. P. Pitaevskii; E. M. Lifshitz (1980). Statistical Physics, Part 2. 9 1st ed. [S.l.]: Butterworth–Heinemann. ISBN 978-0-7506-2636-1
- L. P. Pitaevskii; E. M. Lifshitz (1981). Physical Kinetics. 10 1st ed. [S.l.]: Pergamon Press. ISBN 978-0-7506-2635-4

Landau e Lifshitz sugeriram no terceiro volume do Curso de Física Teórica que a tabela periódica padrão da época continha um erro e que o lutécio deveria ser considerado um elemento do bloco d em vez de um elemento do bloco f. Sua sugestão foi totalmente justificada por descobertas posteriores, e em 1988 foi endossada por um relatório da International Union of Pure and Applied Chemistry (IUPAC).

### Outras
- L. D. Landau; A. S. Kompaneets (1965) [1935]. «Appendix A». The electrical conductivity of metals. [S.l.]: ONTI, Kharkiv. pp. 803–832. ISBN 9780080105864. doi:10.1016/B978-0-08-010586-4.50106-1
- L. D. Landau; Ya. Smorodinsky (2011) [1958]. Lectures on Nuclear Theory. [S.l.]: Dover Publications. ISBN 978-0486675138
- L. D. Landau; G. B. Rumer (2003) [1960]. What is Relativity?. [S.l.]: Dover Publications. ISBN 978-0-48-616348-2
- L. D. Landau; A. I. Akhiezer; E. M. Lifshitz (1967). General Physics, Mechanics and Molecular Physics. [S.l.]: Pergamon Press. ISBN 978-0-08-009106-8
- L. D. Landau; A. I. Kitaigorodsky (1978). Physics for Everyone. [S.l.]: Mir Publishers Moscow em 4 volumes: volume 1 Physical bodies ISBN 978-0-82-851716-4; volume 2 Molecules ISBN 978-0-82-851725-6; volume 3 Elétrons e volume 4 Fótons e núcleos; vols. 3 e 4 de Kitaigorodsky, sozinho;